# Раджаи, Мохаммад Али
Мохаммад Али Раджаи (перс. محمد علی رجائی‎; 15 июня 1933, Казвин, Иран — 30 августа 1981, Тегеран, Иран) — иранский революционер и государственный деятель, президент Ирана (1981).

## Биография
В возрасте четырёх лет потерял отца, рос в семье со своей матерью и братом, который был на десять лет старше его. Окончил начальную школу в возрасте 13 лет, после чего перебрался в Тегеран к своему брату, который работал на базаре.
Затем поступил на военное обучение, которое окончил в должности сержанта ВВС. В период обучения стал членом фундаменталистского тайного общества «Федаины ислама», также посещал вечерние занятия «Исламского общества» (Dschāme’e Eslāmi) в мечети Хедаят, которые вёл аятолла Махмуд Талегани. В то же время посещал вечернюю школу, которую окончил в августе 1953 года. В 1954 году покинул военную службу и отправился в Биджар, где работал учителем английского языка.
В 1956 году вернулся в Тегеран, в 1959 году окончил Университет Тарбиат-Моаллем с дипломом «преподаватель математики», работал по специальности в Хансаре, провинция Исфахан.
В 1960 году вернулся в Тегеран, чтобы жениться и создать семью. С 1960 года работал учителем в нескольких школах в Тегеране, а в 1961 году стал членом основанного Мехди Базарганом «Освободительного Движения Ирана». Также являлся членом Центрального комитета Ассоциации исламских учителей.
В июне 1963 года принимал участие в демонстрациях против «Белой революции», был арестован, но освобождён через 50 дней. Во время содержания под стражей познакомился с Худжат аль-исламом Мохаммадом Джавадом Бахонаром. После освобождения из-под стражи они вступили в Исламскую коалиционную партию (ИКП). Раджаи руководил подготовкой сотрудников милиции к вооружённой борьбе. В сферу его ответственности входили контакты с вооружёнными группами палестинцев, поскольку там боевики проходили соответствующую военную подготовку в тренировочных лагерях.
В 1971 году посетил Францию, Турцию и Сирию, чтобы установить дальнейшие контакты с повстанцами. В 1974 году он был арестован за свою руководящую должность в ИКП и освобождён только в 1977 году в ходе внутренней либерализации, инициированной премьер-министром Джамамидом Амузегаром в рамках политики «открытого политического пространства».
После победы Исламской революции (1979) был назначен министром образования. Лидер так называемой Иранской культурной революции — программы по закрытию университетов и других учреждений, которые, по мнению властей, способствовали распространению культурного влияния Запада. Его программа заключалась в справедливом распределении средств в отрасли и оплате труда сотрудников, реформировании центров обучения учителей, создании особой педагогической системы для мусульманского общества, развитии исламской этики среди учителей и учеников, установлении хороших отношений между родителями и учителями и повышении уважения к достоинству учителей в соответствии с исламской традицией. Он также пытался изменить содержание учебных книг, а также предпринимал попытки исламизации их содержания.
Был одним из лидеров Исламской республиканской партии. В августе 1980 года был назначен премьер-министром, в марте-августе 1981 года также занимал должность министра иностранных дел. Его политический курс базировался на форме конституционного права, которая подчёркивала привилегированное положение для ислама. Он настаивал на том, что те, кто контролируют государство, должны быть мусульманами, подчёркивал роль исламского руководства (Velayat-e Faqih) и считал необходимым, чтобы правительство сотрудничало с такими институтами как Корпус Стражей Исламской революции и Исламский революционный суд.
В конце июля 1981 года, набрав 88 % голосов, был избран на пост президента Ирана.
30 августа 1981 года, спустя две недели после инаугурации, Раджаи был убит в результате взрыва во время встречи с премьер-министром и секретарём Высшего совета национальной безопасности. Взрыв унёс жизни самого Раджаи, главы правительства Бахонара и ещё трёх человек.